# Andrzej Zawal
Andrzej Jan Zawal (ur. 1960) – polski zoolog, dr hab., profesor Instytutu Nauk o Morzu i Środowisku Uniwersytetu Szczecińskiego.

## Życiorys
23 czerwca 1995 obronił pracę doktorską Badania nad pasożytnictwem larw wodopójek (Hydracarina) na chrząszczach wodnych (Coleoptera), następnie uzyskał stopień doktora habilitowanego. 28 listopada 2019 nadano mu tytuł profesora w zakresie nauk ścisłych i przyrodniczych. Objął funkcję profesora nadzwyczajnego w Instytucie Badań nad Bioróżnorodnością na Wydziale Biologii Uniwersytetu Szczecińskiego.
Był kierownikiem Katedry Zoologii Bezkręgowców i Limnologii oraz dziekanem Wydziału Biologii Uniwersytetu Szczecińskiego.
Został odznaczony Brązowym (2004) i Srebrnym (2022) Krzyżem Zasługi.